# Porcupine (Dakota del Nord)
Porcupine è un census-designated place (CDP) degli Stati Uniti d'America, situato nello Stato del Dakota del Nord, nella contea di Sioux. Secondo il censimento del 2020 gli abitanti di Porcupine ammontavano a 197.